# Liste der Baudenkmale in Visbek
In der Liste der Baudenkmale in Visbek sind alle Baudenkmale der niedersächsischen Gemeinde Visbek mit dem Kernort Visbek und den Bauerschaften  Astrup, Bonrechtern, Endel, Erlte, Hagstedt, Halter/Meyerhöfen, Hogenbögen, Norddöllen, Rechterfeld, Varnhorn/Siedenbögen und Wöstendöllen aufgelistet. Die Quelle der Baudenkmale ist der Denkmalatlas Niedersachsen. Der Stand der Liste ist der 11. November 2024.

## Allgemein
In den Spalten befinden sich folgende Informationen:
- Lage: die Adresse des Baudenkmales und die geographischen Koordinaten. Kartenansicht, um Koordinaten zu setzen. In der Kartenansicht sind Baudenkmale ohne Koordinaten mit einem roten Marker dargestellt und können in der Karte gesetzt werden. Baudenkmale ohne Bild sind mit einem blauen Marker gekennzeichnet, Baudenkmale mit Bild mit einem grünen Marker.
- Bezeichnung: Bezeichnung des Baudenkmales
- Beschreibung: die Beschreibung des Baudenkmales. Unter § 3 Abs. 2 NDSchG werden Einzeldenkmale und unter § 3 Abs. 3 NDSchG Gruppen baulicher Anlagen und deren Bestandteile ausgewiesen.
- ID: die Objekt-ID des Baudenkmales
- Bild: ein Bild des Baudenkmales, ggf. zusätzlich mit einem Link zu weiteren Fotos des Baudenkmals im Medienarchiv Wikimedia Commons. Wenn man auf das Kamerasymbol klickt, können Fotos zu Baudenkmalen aus dieser Liste hochgeladen werden:

## Visbek

### Gruppe: St. Vitus, Visbek
Die Gruppe „St. Vitus, Visbek“ ist eine katholische neogotische Kirche am Visbeker Kirchplatz. Ein erster Kirchbau ist für 819 erwähnt. Den Überlieferungen nach ist die heute präsente Kirche das siebte Bauwerk dieser Art an dieser Stelle. Die Gruppe hat die ID 35652092.

| Lage                                          | Bezeichnung    | Beschreibung | ID       | Bild           |
| --------------------------------------------- | -------------- | --- | -------- | -------------- |
| Am Klosterplatz 8 52° 50′ 12″ N, 8° 18′ 37″ O | Kirche         | Die von Hilger Hertel und Franz Xaver Lütz entworfene und 1872 bis 1876 errichtete dreischiffige neogotische Backsteinkirche St. Vitus Visbek in Gestalt einer Hallenkirche hat einen viergeschossigen Westturm mit Pyramidendach. 1892 wurde die Kirche wegen Setzungsschäde durch Bernhard Hertel saniert. | 35768750 | Weitere Bilder |
| Am Klosterplatz 8 52° 50′ 11″ N, 8° 18′ 38″ O | Kriegerdenkmal | Der Obelisk mit aufgesetztem Adler dient als Gedenkstätte zur Mahnung der Toten des Deutsch-Französischen sowie der beiden Weltkriege. | 35768777 |                |

### Gruppe: Visbeker Kreuzweg
Die Anlage der Gruppe „Visbeker Kreuzweg“ erfolgte in den Jahren 1854 bis 1856 in dem Waldstück an der Ahlhorner Straße. 14 Kreuzwegstationen zeigen übergiebelte Tabernakel aus Backstein mit Reliefs aus Terrakotta (Stationsbilder von Bernhard Allard). Die Tabernakeln wurden 1936 nach Entwürfen von Joseph Hempelmann erneuert. Die Reliefs wurden von Werken Kurt Lettows ersetzt. 2002 wurden im Weg leichte Veränderungen vorgenommen. Die Gruppe hat die ID 35652032.

| Lage                                 | Bezeichnung     | Beschreibung | ID       | Bild |
| ------------------------------------ | --------------- | --- | -------- | ---- |
| Kreuzweg 52° 50′ 29″ N, 8° 18′ 29″ O | Kreuzwegstation | Die erste Station des Visbeker Kreuzwegs zeigt die Verurteilung Christi zum Tode. Linkerhand findet sich eine niedrige Mauer mit den Passionswerkzeugen Kreuz, Lanze und Essigschwamm. Die rechte Mauer wird von einer Sitzbank ergänzt.                                                                 | 45841867 | BW   |
| Kreuzweg 52° 50′ 30″ N, 8° 18′ 26″ O | Kreuzwegstation | Die zweite Station des Visbeker Kreuzwegs zeigt, wie Christus das Kreuz auf seine Schultern nimmt. | 51921638 | BW   |
| Kreuzweg 52° 50′ 32″ N, 8° 18′ 21″ O | Kreuzwegstation | Die dritte Station des Visbeker Kreuzwegs zeigt den ersten Fall Christi unter dem Kreuz. | 51921699 | BW   |
| Kreuzweg 52° 50′ 33″ N, 8° 18′ 18″ O | Kreuzwegstation | Die vierte Station des Visbeker Kreuzwegs zeigt die Begegnung Christi mit seiner Mutter. | 51921774 | BW   |
| Kreuzweg 52° 50′ 35″ N, 8° 18′ 14″ O | Kreuzwegstation | Die fünfte Station des Visbeker Kreuzwegs zeigt, wie Simon von Cyrene das Kreuz für Christus trägt. | 51921807 | BW   |
| Kreuzweg 52° 50′ 38″ N, 8° 18′ 10″ O | Kreuzwegstation | Die sechste Station des Visbeker Kreuzwegs zeigt, wie Veronika Christus das Schweißtuch reicht. | 51921883 | BW   |
| Kreuzweg 52° 50′ 38″ N, 8° 18′ 10″ O | Kreuzwegstation | Die siebte Station des Visbeker Kreuzwegs zeigt, wie Christus erneut unter dem Kreuz fällt. | 51921964 | BW   |
| Kreuzweg 52° 50′ 41″ N, 8° 18′ 6″ O  | Kreuzwegstation | Die achte Station des Visbeker Kreuzwegs zeigt, wie Christus den weinenden Frauen begegnet. Seitlich zum Tabernakel befindet sich eine Sitzbank. | 51922140 | BW   |
| Kreuzweg 52° 50′ 40″ N, 8° 18′ 4″ O  | Kreuzwegstation | Die neunte Station des Visbeker Kreuzwegs zeigt, wie Christus seiner Kleider beraubt wird. Die Station wurde 2002 etwas versetzt. | 51922441 | BW   |
| Kreuzweg 52° 50′ 38″ N, 8° 18′ 2″ O  | Kreuzwegstation | Die zehnte Station des Visbeker Kreuzwegs zeigt, wie Christus seiner Kleider beraubt wird. Die Station wurde 2002 etwas versetzt. | 51922987 | BW   |
| Kreuzweg 52° 50′ 38″ N, 8° 18′ 2″ O  | Kreuzwegstation | Die elfte Station des Visbeker Kreuzwegs zeigt, wie Christus ans Kreuz genagelt wird. | 51923263 | BW   |
| Kreuzweg 52° 50′ 38″ N, 8° 18′ 4″ O  | Kreuzwegstation | Die zwölfte Station des Visbeker Kreuzwegs zeigt den sterbenden Christus am Kreuz. Umgeben wird es durch eine auf einem kleinen Aufschüttung stehende Backsteinmauer mit vorgelagerter Freitreppe. An der Mauer finden sich die lebensgroßenTerrakottafiguren von Christus am Kreuz, Maria und Johannes. | 35768850 |      |
| Kreuzweg 52° 50′ 39″ N, 8° 18′ 4″ O  | Kreuzwegstation | Die 13. Station des Visbeker Kreuzwegs zeigt, wie Christi vom Kreuz abgenommen und in die Arme seiner Mutter gelegt wird. 2002 wurde die Station etwas versetzt. | 51923423 | BW   |
| Kreuzweg 52° 50′ 40″ N, 8° 18′ 4″ O  | Kreuzwegstation | Die 14. Station des Visbeker Kreuzwegs zeigt, wie der Leichnam Christi ins Grab gelegt wird. 2002 wurde die Station etwas versetzt. | 51923675 | BW   |

### Gruppe: Hof Hubbermann
Die Gruppe „Hof Hubbermann“ ist eine Hofanlage aus der Zeit um 1800. Die Gruppe hat die ID 35652063.

| Lage                                       | Bezeichnung              | Beschreibung | ID       | Bild |
| ------------------------------------------ | ------------------------ | --- | -------- | ---- |
| Schillmühle 15 52° 50′ 57″ N, 8° 18′ 16″ O | Wohn-/Wirtschaftsgebäude | Um 1800 errichtetes Zweiständer-Hallenhaus unter einem Satteldach mit Reetdeckung. Der Wirtschaftsgiebel wurde um 1900 erneuert. Teile des Gerüstes sind einem älteren Bau entnommen (möglicherweise von 1611 oder 1653). | 35768950 | BW   |
| Schillmühle 15 52° 50′ 56″ N, 8° 18′ 17″ O | Scheune                  | Anfang des 19. Jahrhunderts errichtete Fachwerkscheune mit Querdurchfahrt auf einem Feldsteinsockel und unter einem Walmdach mit Reetdeckung.                                                                             | 35768925 | BW   |
| Schillmühle 15 52° 50′ 56″ N, 8° 18′ 13″ O | Scheune                  | Die Fachwerkscheune unter einem Satteldach mit Reetdeckung wurde um 2013 mit Genehmigung abgebrochen und aus dem Denkmalverzeichnis gestrichen.                                                                           | 35768900 | BW   |

### Einzeldenkmale
| Lage                                                                   | Bezeichnung | Beschreibung | ID       | Bild |
| ---------------------------------------------------------------------- | ----------- | --- | -------- | ---- |
| Bullmühle 19/19a 52° 51′ 36″ N, 8° 18′ 12″ O                           | Speicher    | Anfang des 19. Jahrhunderts errichteter Fachwerkspeicher unter einem Satteldach. Der Giebel kragt hervor. | 35768233 | BW   |
| Hauptstraße 20 52° 50′ 10″ N, 8° 18′ 40″ O                             | Hotel       | Von 1907 bis 1908 errichtetes zweigeschossiges Hotel Stüve unter einem Mansardwalmdach mit Eckrisaliten. Der Saalanbau für ein Kino steht unter einem Satteldach.                                                            | 35768824 | BW   |
| Schillmühle 52° 50′ 55″ N, 8° 18′ 29″ O                                | Weg         | Von Wallhecken gesäumte Schafstrift. | 35768801 | BW   |
| Schneiderkruger Straße / Astruper Straße 22 52° 50′ 1″ N, 8° 18′ 32″ O | Grotte      | 1905 bis 1908 aus Pyrenäen-Steinen auf Veranlassung von Clemens Engelmann errichtete Grotte mit einer Madonnenfigur, die aus dem Oberammergau stammt.                                                                        | 35768977 | BW   |
| Schneiderkruger Straße 9 52° 50′ 3″ N, 8° 18′ 27″ O                    | Wegekapelle | 1886 für die Visbeker Prozessionsstrecke errichtete sog. Bäkenkapelle als Saalbau aus Backstein unter einem Satteldach mit einem Gewändeportal unter einem weißen Kreuz. Die im Inneren aufgestellte Pietà datiert auf 1745. | 35768877 | BW   |
| Vitusstraße 52° 50′ 18″ N, 8° 18′ 20″ O                                | Wegekapelle | Die 1950 errichtete sog. Lüsenkapelle ist ein Backsteingebäude mit einem Christogramm im Tympanon unter einem Satteldach. | 35769003 | BW   |

### Ehemalige Baudenkmale
| Lage                                        | Bezeichnung | Beschreibung | ID       | Bild           |
| ------------------------------------------- | ----------- | --- | -------- | -------------- |
| Mühlenstraße 33 52° 50′ 33″ N, 8° 18′ 35″ O | Kirche      | Die als Notkirche nach Plänen von Otto Bartning 1953 als Fertigbau-Kirche errichtete Emmauskirche Sudargas wurde 1996/1997 nach Litauen in die Ortschaft Sudargas transloziert. 1997 aus dem Denkmalverzeichnis entfernt. | 35769119 | Weitere Bilder |
| Mühlenstraße 33 52° 50′ 32″ N, 8° 18′ 33″ O | Friedhof    | 1953 angelegter evangelischer Friedhof, der 1998 baulich verändert und dadurch aus dem Denkmalverzeichnis entfernt wurde.                                                                                                 | 35769239 | BW             |
| Mühlenstraße 33 52° 50′ 33″ N, 8° 18′ 35″ O | Kirche      | Die 1997 an der Stelle der früheren Emmaus(not)kirche nach Entwürfen von Friedhelm Grundmann und Mathias Hein errichtete Kirche wurde 2024 nicht mehr als Denkmal bewertet.                                               | 51950171 | BW             |
| Mühlenstraße 33 52° 50′ 32″ N, 8° 18′ 35″ O | Kapelle     | Die 2015 nach den Entwürfen von Mathias Hein errichtete Friedhofskapelle wurde 2022 nicht mehr als Denkmal bewertet. | 51950497 | BW             |
| Varnhusenstraße 52° 50′ 9″ N, 8° 19′ 15″ O  | Pflaster    | Der mit Naturstein gepflasterte Straßenabschnitt wird seit 2001 nicht mehr im Denkmalverzeichnis geführt. | 35769170 | BW             |

## Astrup

### Gruppe: Hof Meyer
Die Gruppe „Hof Meyer“ ist eine historische Hofanlage. Mit dem Wegfall des Stalls wurde die Gruppe 1996 aufgehoben. Sie hatte die ID 35651959.

| Lage                                | Bezeichnung              | Beschreibung | ID       | Bild |
| ----------------------------------- | ------------------------ | --- | -------- | ---- |
| Astrup 82 52° 48′ 2″ N, 8° 18′ 8″ O | Wohn-/Wirtschaftsgebäude | Das 1825 vom Zimmermeister Johann Hinrich Reinke errichtete Zweiständer-Hallenhaus steht unter einem Satteldach mit Reetdeckung.                   | 35767212 | BW   |
| Astrup 82 52° 48′ 3″ N, 8° 18′ 9″ O | Stall                    | Der Fachwerkstall unter einem Satteldach datiert auf 1911 und wurde ohne Genehmigung 1995 umgebaut und dann aus dem Denkmalverzeichnis gestrichen. | 35767242 | BW   |

### Einzeldenkmal
| Lage                                   | Bezeichnung              | Beschreibung | ID       | Bild |
| -------------------------------------- | ------------------------ | --- | -------- | ---- |
| Astrup 88 52° 47′ 50″ N, 8° 18′ 12″ O  | Wohn-/Wirtschaftsgebäude | 1809 durch Zimmermeister August Thole errichtetes Zweiständer-Hallenhaus unter einem Satteldach mit Reetdeckung.                    | 35767270 | BW   |
| Astrup 85A 52° 47′ 54″ N, 8° 18′ 12″ O | Stall/Scheune            | 1936 winkelförmig errichtetes Fachwerkgebäude mit Scheunenflügel unter einem Halbwalmdach und mit Stallflügel unter einem Walmdach. | 51932031 | BW   |

### Ehemalige Baudenkmale
| Lage                                  | Bezeichnung              | Beschreibung | ID       | Bild |
| ------------------------------------- | ------------------------ | --- | -------- | ---- |
| Astrup 48 52° 48′ 15″ N, 8° 18′ 31″ O | Wohn-/Wirtschaftsgebäude | Im 19. Jahrhundert als Fachwerkgebäude errichtetes Heuerhaus, das im Laufe des Jahrhunderts hierher versetzt wurde. 1983 aus dem Denkmalverzeichnis entlassen. | 35769073 | BW   |
| Astrup 58 52° 48′ 5″ N, 8° 18′ 28″ O  | Wohn-/Wirtschaftsgebäude | Zweiständer-Hallenhaus unter einem Satteldach mit Reetdeckung. Das Gebäude wurde 2007 abgebrochen und aus dem Denkmalverzeichnis entfernt.                     | 35767187 | BW   |
| Astrup 58 52° 48′ 5″ N, 8° 18′ 26″ O  | Baumbestand              | Der Baumbestand der Hofanlage wurde mit dem Abbruch des Hauptgebäudes 2007 aus dem Denkmalverzeichnis gestrichen.                                              | 35770067 | BW   |
| Astrup 58 52° 48′ 4″ N, 8° 18′ 27″ O  | Einfriedung              | Die Einfriedung der Hofanlage wurde mit dem Abbruch des Hauptgebäudes 2007 aus dem Denkmalverzeichnis gestrichen.                                              | 35769500 | BW   |

## Bonrechtern

### Einzeldenkmale
| Lage                                       | Bezeichnung | Beschreibung                                            | ID       | Bild |
| ------------------------------------------ | ----------- | ------------------------------------------------------- | -------- | ---- |
| Bonrechtern 40 52° 49′ 29″ N, 8° 22′ 29″ O | Backhaus    | 1750 errichtetes Fachwerkgebäude unter einem Satteldach | 35767314 | BW   |
| Bonrechtern 40 52° 49′ 29″ N, 8° 22′ 29″ O | Baumbestand | Das Backhaus wird von alten Eichen umgeben.             | 35770177 | BW   |

### Ehemaliges Baudenkmal
| Lage                                       | Bezeichnung | Beschreibung                                                             | ID       | Bild |
| ------------------------------------------ | ----------- | ------------------------------------------------------------------------ | -------- | ---- |
| Bonrechtern 47 52° 49′ 27″ N, 8° 22′ 37″ O | Villa       | Die 1905 errichtete Villa wird nicht mehr im Denkmalverzeichnis geführt. | 35767295 | BW   |

## Endel

### Gruppe: Mühlenteich Kokenmühle
Die Gruppe „Mühlenteich Kokenmühle“ gehört zur 1540 erstmals erwähnten Kokenmühle, die teilweise auf dem Gebiet von Emstek liegt (dort ID 34725215).

| Lage                                      | Bezeichnung | Beschreibung                                                                                     | ID       | Bild           |
| ----------------------------------------- | ----------- | ------------------------------------------------------------------------------------------------ | -------- | -------------- |
| Kokenmühle 52° 52′ 13″ N, 8° 15′ 23″ O    | Teich       | Der Mühlenteich liegt im Naturschutzgebiet „Bäken der Endeler und Holzhauser Heide“.             | 35767365 | Weitere Bilder |
| Kokenmühle 34 52° 52′ 14″ N, 8° 15′ 24″ O | Wehr        | Das Stauwehr der Mühle liegt noch auf Endeler Gebiet. Die restlich Mühle in der Gemeinde Emstek. | 35769403 |                |

### Gruppe: Wassermühle Neumühle
Die Gruppe „Wassermühle Neumühle“ umfasst das Gelände der Neumühle, die erstmals 1501 erwähnt wurde. Die Gruppe hat die ID 35651973.

| Lage                                            | Bezeichnung | Beschreibung | ID       | Bild |
| ----------------------------------------------- | ----------- | --- | -------- | ---- |
| Endel 36 A bis 36 D 52° 51′ 51″ N, 8° 15′ 11″ O | Mühle       | Das Fachwerkgebäude ruht auf einem Bruchsteinsockel und unter einem Walmdach mit Reetdeckung. Das Wasserrad soll von 1748 sein. 1972 wurde das Gebäude umfangreich für den Restaurantbetrieb umgebaut. | 35767390 |      |
| Endel 36 52° 51′ 51″ N, 8° 15′ 10″ O            | Baumbestand | Die Mühle wird im Norden und Westen von einem alten Baumbestand umgeben. | 35770199 | BW   |
| (Endel 36) 52° 51′ 48″ N, 8° 15′ 11″ O          | Teich       | Der Mühlenteich wird durch die Aue gespeist. Der Mühlenteich gehört zum Naturschutzgebiet Bäken der Endeler und Holzhauser Heide.                                                                      | 35767468 |      |
| (Endel 36) 52° 51′ 51″ N, 8° 15′ 12″ O          | Wehr        | | 35769286 | BW   |
| (Endel 36) 52° 51′ 50″ N, 8° 15′ 12″ O          | Stau        | | 35770088 | BW   |
| Endel 36 52° 51′ 53″ N, 8° 15′ 4″ O             | Scheune     | Um 1750 errichtete Fachwerkscheune mit Querdurchfahrt unter einem Walmdach mit Reetdeckung. 2013 war die Scheune nicht mehr vorhanden. Sie wurde daher aus dem Denkmalverzeichnis gestrichen.          | 35767416 | BW   |
| Endel 36 52° 51′ 54″ N, 8° 15′ 6″ O             | Scheune     | Die Fachwerkscheune mit Querdurchfahrt unter einem Walmdach mit Reetdeckung war 2007 mit Genehmigung abgebrochen und anschließend aus dem Denkmalverzeichnis gestrichen worden.                        | 35767443 | BW   |

### Einzeldenkmale
| Lage                                 | Bezeichnung | Beschreibung                                                                                           | ID       | Bild |
| ------------------------------------ | ----------- | --- | -------- | ---- |
| Endel 24 52° 51′ 48″ N, 8° 16′ 14″ O | Kapelle     | Die 1694 als kleine Saalkirche errichtete Fachwerkkapelle unter einem Satteldach wurde 1963 verändert- | 35767340 |      |
| Endel 24 52° 51′ 48″ N, 8° 16′ 14″ O | Baumbestand | Die Marienkapelle wird von alten Eichen umsäumt.                                                       | 35769567 | BW   |

### Ehemaliges Baudenkmal
| Lage                                     | Bezeichnung              | Beschreibung | ID       | Bild |
| ---------------------------------------- | ------------------------ | --- | -------- | ---- |
| Höner Ring 11 52° 41′ 31″ N, 8° 4′ 44″ O | Wohn-/Wirtschaftsgebäude | Das Zweiständer-Hallenhaus auf dem Hof Jürgens wurde so stark verändert, dass es 1987 aus dem Denkmalverzeichnis gestrichen wurde. | 35748054 | BW   |

## Erlte

### Einzeldenkmale
| Lage                                 | Bezeichnung              | Beschreibung | ID       | Bild |
| ------------------------------------ | ------------------------ | --- | -------- | ---- |
| Erlte 26 52° 48′ 59″ N, 8° 16′ 53″ O | Wohn-/Wirtschaftsgebäude | 1808 errichtetes Zweiständer-Hallenhaus unter einem Satteldach mit Reeteindeckung. | 35767493 | BW   |
| Erlte 123 52° 50′ 10″ N, 8° 17′ 0″ O | Kapelle                  | 1949 ließ die Familie Buchholz als Gottesdank für die Rückkehr der Söhne aus dem Zweiten Weltkrieg eine Backsteinkapelle unter einem Satteldach errichten. Im Inneren befindet sich eine Marienstatue. Das Umfeld ist gärtnerisch gestaltet. | 35767518 | BW   |

### Ehemaliges Baudenkmal
| Lage                                 | Bezeichnung              | Beschreibung | ID       | Bild |
| ------------------------------------ | ------------------------ | --- | -------- | ---- |
| Erlte 17 52° 49′ 28″ N, 8° 16′ 46″ O | Wohn-/Wirtschaftsgebäude | 1880 errichtetes Backsteingebäude mit einer Querdurchfahrt zu Wohn- und Produktionszwecken („Brausenfritz“) unter einem Satteldach. Durch die zahlreichen Veränderungen seit 1998 nicht mehr im Denkmalverzeichnis geführt. | 35769148 | BW   |

## Hagstedt

### Gruppe: Hofanlage Hagstedt 24
Die Gruppe „Hofanlage Hagstedt 24“ bezeichnet ein großes Hofgrundstück mit altem Baumbestand. Die Gruppe hat die ID 35652199.

| Lage                                    | Bezeichnung              | Beschreibung | ID       | Bild |
| --------------------------------------- | ------------------------ | --- | -------- | ---- |
| Hagstedt 24 52° 48′ 50″ N, 8° 14′ 42″ O | Wohn-/Wirtschaftsgebäude | 1870 wurde das Zweiständer-Hallenhaus unter einem Satteldach errichtet. An die Ostseite wurde ein achteckiger Göpelanbau errichtet. | 35767964 | BW   |
| Hagstedt 24 52° 48′ 51″ N, 8° 14′ 43″ O | Scheune                  | Nach 1870 wurde die Fachwerkscheune mit Querdurchfahrt unter einem Walmdach errichtet.                                              | 35767137 | BW   |
| Hagstedt 24 52° 48′ 50″ N, 8° 14′ 44″ O | Scheune                  | Die Fachwerkscheune mit Querdurchfahrt unter einem Satteldach wurde nach 1870 errichtet.                                            | 35767113 | BW   |

### Gruppe: Hofanlage Hagstedt 28
Die Gruppe „Hofanlage Hagstedt 28“ (Hof Bergmann) bezeichnet ein großes Hofgrundstück, das zu Beginn des 19. Jahrhunderts errichtet wurde, mit altem Baumbestand. Die Gruppe hat die ID 35651987.

| Lage                                     | Bezeichnung              | Beschreibung                                                                                                | ID       | Bild |
| ---------------------------------------- | ------------------------ | --- | -------- | ---- |
| Hagstedt 28 52° 48′ 49″ N, 8° 15′ 28″ O  | Wohn-/Wirtschaftsgebäude | 1820 wurde das Zweiständer-Hallenhaus unter einem Satteldach errichtet. Der Stallanbau ist jüngeren Datums. | 35767541 |      |
| Hagstedt 28 52° 48′ 50″ N, 8° 15′ 29″ O  | Remise                   | Um 1850 errichtete Fachwerkremise unter einem Satteldach.                                                   | 35767569 | BW   |
| Hagstedt 28a 52° 48′ 50″ N, 8° 15′ 30″ O | Scheune                  | Um 1850 errichtete Fachwerkscheune mit zwei Querdurchfahrten unter einem Satteldach.                        | 35767595 | BW   |
| Hagstedt 28 52° 48′ 48″ N, 8° 15′ 29″ O  | Scheune                  | Nach 1850 errichtete Fachwerkscheune mit Längseinfahrt und einer weiteren Einfahrt unter einem Satteldach.  | 35767621 | BW   |
| Hagstedt 28a 52° 48′ 51″ N, 8° 15′ 29″ O | Scheune                  | Nach 1825 errichtete Fachwerkscheune mit Querdurchfahrt unter einem Satteldach.                             | 35769213 | BW   |

### Einzeldenkmale
| Lage                                    | Bezeichnung | Beschreibung | ID       | Bild |
| --------------------------------------- | ----------- | --- | -------- | ---- |
| Hagstedt 52° 48′ 51″ N, 8° 15′ 21″ O    | Wegekapelle | 1927 wurde die Wegekapelle (Herz-Jesu-Kapelle) als Rundbau aus Hausteinmauerker für die Nutzung als Kriegerdenkmal der Toten des Ersten Weltkrieges errichtet. | 35767672 | BW   |
| Hagstedt 57 52° 48′ 41″ N, 8° 15′ 19″ O | Hochkreuz   | 1922 auf dem Hof Aka aus Ibbenbührener errichtete Wegekapelle. Sockel und Kreuz wurden 1991 vollständig erneuert.                                              | 35767647 | BW   |

### Ehemaliges Denkmal
| Lage     | Bezeichnung | Beschreibung | ID       | Bild |
| -------- | ----------- | --- | -------- | ---- |
| Hagstedt | Meilenstein | Ein Monolith wurde Ende des 19. Jahrhunderts an der Chaussee Oldenburg-Vechta-Damme für den Kilometer 40 aufgestellt. 2013 wurde festgestellt, dass der Monolith entfernt worden war, sodass er aus dem Denkmalverzeichnis gestrichen wurde. | 35769097 |      |

## Halter

### Einzeldenkmale
| Lage                                     | Bezeichnung              | Beschreibung | ID       | Bild |
| ---------------------------------------- | ------------------------ | --- | -------- | ---- |
| Halter 17 52° 49′ 34″ N, 8° 15′ 0″ O     | Wohn-/Wirtschaftsgebäude | Das 1798 errichtete Zweiständer-Hallenhaus steht unter einem Satteldach. | 35767695 | BW   |
| Halter 17 52° 49′ 32″ N, 8° 15′ 1″ O     | Wegekapelle              | 1927 errichtete neogotische Wegekapelle aus Backstein und unter einem Satteldach. | 35767720 | BW   |
| Halter 18 52° 49′ 33″ N, 8° 14′ 50″ O    | Scheune                  | Die in der ersten Hälfte des 19. Jahrhunderts errichtete Fachwerkscheune mit Querdurchfahrt steht unter einem Halbwalmdach. Die Ausfachungen sind weiß verputzt. Die jüngeren Anbauten stehen unter Pultdächern.        | 35767745 | BW   |
| Halter 18 52° 49′ 34″ N, 8° 14′ 53″ O    | Hochkreuz                | Hochkreuz mit dem gekreuzigten Jesus auf Sockel. | 35767768 | BW   |
| Halter 19 52° 49′ 34″ N, 8° 14′ 51″ O    | Wohnhaus                 | Um 1910 errichtetes anderthalbgeschossiges verputztes Gebäude mit Drempel unter einem Satteldach. Der Risalit im Süden zeigt einen Fachwerkgiebel.                                                                      | 51934513 | BW   |
| Halter 21 52° 49′ 37″ N, 8° 14′ 59″ O    | Wohn-/Wirtschaftsgebäude | 1885 errichtetes Zweiständer-Hallenhaus unter einem Satteldach | 35767790 | BW   |
| Halter 55 52° 49′ 54″ N, 8° 14′ 18″ O    | Wohn-/Wirtschaftsgebäude | Im 18. Jahrhundert als Heuerhaus errichtetes Fachwerkgebäude unter einem Schopfwalmdach. Die Ausfachungen sind weiß verputzt.                                                                                           | 35767839 | BW   |
| Meyerhöfen 9 52° 49′ 36″ N, 8° 15′ 53″ O | Wegekapelle              | 1952 durch die Familie des Hofes Lübberding errichtete Backsteinkapelle mit Satteldach in Erinnerung an den im Ersten Weltkrieg gefallenen Familienangehörigen. Einfriedung mit Backsteinpfosten und weißem Lattenzaun. | 35767862 | BW   |
| Meyerhöfen 9 52° 49′ 35″ N, 8° 15′ 53″ O | Baumbestand              | Die Wegekapelle wird von einem alten Baumbestand umgeben. | 35769613 | BW   |

### Ehemalige Baudenkmale
| Lage                                 | Bezeichnung | Beschreibung | ID       | Bild |
| ------------------------------------ | ----------- | --- | -------- | ---- |
| Halter 21 52° 49′ 36″ N, 8° 15′ 1″ O | Scheune     | Aus Hölzern eines früheren Gebäudes errichtete Fachwerkscheune mit Querdurchfahrt, die vor 2007 genehmigt abgebrochen und dann aus dem Denkmalverzeichnis genommen wurde. | 35767815 | BW   |

## Hogenbögen

### Gruppe: Hof Bruns
Die Gruppe „Hof Bruns“ umfasst mehrere landwirtschaftliche Gebäude aus dem 19. und frühen 20. Jahrhundert. Die Gruppe hat die ID 35652002.

| Lage                                     | Bezeichnung              | Beschreibung | ID       | Bild |
| ---------------------------------------- | ------------------------ | --- | -------- | ---- |
| Hogenbögen 10 52° 50′ 2″ N, 8° 20′ 17″ O | Wohn-/Wirtschaftsgebäude | 1921 wurde das anderthalbgeschossige Backsteingebäude mit Drempel unter einem Satteldach errichtet.                                      | 35767885 | BW   |
| Hogenbögen 10 52° 50′ 3″ N, 8° 20′ 20″ O | Scheune                  | Wohl vor 1850 errichtete Fachwerkscheune mit zwei Querdurchfahrten unter einem Walmdach. 2018 erfolgte eine Sanierung nach Sturmschäden. | 35767939 | BW   |
| Hogenbögen 10 52° 50′ 3″ N, 8° 20′ 12″ O | Backhaus                 | Wohl vor 1850 errichtetes Fachwerkgebäude unter einem geknickten Satteldach. 1977 und 2017 erfolgten Sanierungen nach Sturmschäden.      | 35767913 | BW   |
| Hogenbögen 10 52° 50′ 4″ N, 8° 20′ 18″ O | Baumbestand              | Auf dem Hof befindet sich ein umfangreicher alter Baumbestand.                                                                           | 35770043 | BW   |

### Einzeldenkmale
| Lage                                      | Bezeichnung              | Beschreibung | ID       | Bild |
| ----------------------------------------- | ------------------------ | --- | -------- | ---- |
| Hogenbögen 26a 52° 50′ 7″ N, 8° 20′ 21″ O | Wohn-/Wirtschaftsgebäude | 1825 als Heuerhaus errichtetes Zweiständer-Hallenhaus unter einem Schopfwalmdach mit Anbau unter einem Satteldach. | 35767990 | BW   |
| Hogenbögen 50 52° 50′ 25″ N, 8° 20′ 21″ O | Wegekapelle              | Wohl um 1910 aus Backstein errichtete Saalkapelle unter einem Satteldach.                                          | 35768039 | BW   |

### Ehemaliges Baudenkmal
| Lage                                      | Bezeichnung              | Beschreibung                                                                             | ID       | Bild |
| ----------------------------------------- | ------------------------ | ---------------------------------------------------------------------------------------- | -------- | ---- |
| Hogenbögen 31 52° 50′ 13″ N, 8° 20′ 29″ O | Wohn-/Wirtschaftsgebäude | Das Gebäude wurde wegen seiner Veränderungen 1988 aus dem Denkmalverzeichnis gestrichen. | 35768015 | BW   |

## Norddöllen

### Einzeldenkmal
| Lage                                      | Bezeichnung | Beschreibung                                                     | ID       | Bild |
| ----------------------------------------- | ----------- | ---------------------------------------------------------------- | -------- | ---- |
| Norddöllen 36 52° 47′ 30″ N, 8° 19′ 42″ O | Scheune     | Fachwerkscheune mit zwei Längseinfahrten unter einem Satteldach. | 35768064 | BW   |

## Rechterfeld

### Einzeldenkmale
| Lage                                       | Bezeichnung    | Beschreibung | ID       | Bild           |
| ------------------------------------------ | -------------- | --- | -------- | -------------- |
| Dorfstraße 11 52° 50′ 33″ N, 8° 23′ 4″ O   | Kirche         | Die Kirche St. Antonius Rechterfeld ist eine 1901 nach den Entwürfen von Ludwig Becker und Wilhelm Sunder-Plassmann an der Stelle des Vorgängerbaus von 1682 errichtete neogotische Saalkirche aus Backstein unter einem Satteldach mit 30 Meter hohem Westturm. Die Innenausstattung stammt teilweise aus dem 15. und 16. Jahrhundert. | 35768109 | Weitere Bilder |
| Dorfstraße 11 52° 50′ 34″ N, 8° 23′ 8″ O   | Kriegerdenkmal | 1927 an der Stelle der 1925 abgebrochenen Kapelle von 1674 errichteter mehreckiger Pavillon aus Ziegelsteinen unter einem Zeltdach zur Erinnerung an die Gefallenen des Ersten Weltkrieges. 2019 transloziert. | 35768134 |                |
| Dorfstraße 16A 52° 50′ 38″ N, 8° 23′ 10″ O | Speicher       | Mitte des 18. Jahrhunderts errichteter Fachwerkspeicher des Hofs Kathe unter einem Satteldach. | 35768158 | BW             |
| Dorfstraße 25 52° 50′ 29″ N, 8° 23′ 12″ O  | Wohnhaus       | 1907 errichtetes anderthalbgeschossiges verputztes Gebäude mit Drempel auf einem Sockel und unter einem Satteldach (sog. „Oldenburger Hundehütte“) | 35768183 | BW             |
| Dorfstraße 25 52° 50′ 30″ N, 8° 23′ 13″ O  | Backhaus       | Im 17. Jahrhundert errichtetes Fachwerkgebäude unter einem Satteldach, das um 1900 erneuert wurde. | 35768208 | BW             |

### Ehemaliges Baudenkmale
| Lage                                         | Bezeichnung              | Beschreibung | ID       | Bild |
| -------------------------------------------- | ------------------------ | --- | -------- | ---- |
| Am Sportplatz 14 52° 50′ 12″ N, 8° 22′ 38″ O | Wohn-/Wirtschaftsgebäude | Das als Heuerhaus errichtete Fachwerkgebäude steht unter einem Satteldach mit Reetdeckung. Aufgrund der Veränderungen wurde das Gebäude 2007 aus dem Denkmalverzeichnis gestrichen. | 35768085 | BW   |

## Varnhorn/Siedenbögen

### Gruppe: Hof Kayser
Die Gruppe „Hof Kayser“ ist eine große Hofanlage aus dem 19. Jahrhundert, die sich in Haupthof (Varnhorn 3) und Heuerhof (Varnhorn 23) teilt. Die Gruppe hat die ID 35652017.

| Lage                                    | Bezeichnung              | Beschreibung | ID       | Bild |
| --------------------------------------- | ------------------------ | --- | -------- | ---- |
| Varnhorn 3 52° 51′ 48″ N, 8° 19′ 32″ O  | Wohn-/Wirtschaftsgebäude | 1826 errichtetes Zweiständer-Hallenhaus unter einem Satteldach mit Reetdeckung.                                                                  | 35768330 | BW   |
| Varnhorn 3 52° 51′ 48″ N, 8° 19′ 30″ O  | Scheune                  | Vor 1850 errichtete Fachwerkscheune mit Querdurchfahrt unter einem Walmdach mit Reetdeckung                                                      | 35768357 | BW   |
| Varnhorn 3 52° 51′ 47″ N, 8° 19′ 31″ O  | Scheune                  | Vor 1850 errichtete Fachwerkscheune mit Querdurchfahrt unter einem Satteldach                                                                    | 35768407 | BW   |
| Varnhorn 3 52° 51′ 48″ N, 8° 19′ 31″ O  | Backhaus                 | Vor 1850 errichtetes Fachwerkgebäude auf einem Feldsteinsockel unter einem Satteldach. Die Ausfachungen sind verputzt.                           | 35768382 | BW   |
| Varnhorn 3 52° 51′ 50″ N, 8° 19′ 30″ O  | Baumbestand              | Das große Grundstück wird von einem alten Baumbestand umfasst.                                                                                   | 41998293 | BW   |
| Varnhorn 23 52° 51′ 46″ N, 8° 19′ 28″ O | Wohn-/Wirtschaftsgebäude | 1833 als Heuerhaus errichtetes Zweiständer-Hallenhaus unter einem Schopfwalmdach mit Reetdeckung.                                                | 35768432 | BW   |
| Varnhorn 23 52° 51′ 46″ N, 8° 19′ 29″ O | Scheune                  | Vor 1850 errichtete Fachwerkscheune auf einem Feldsteinsockel mit (inzwischen vermauerter) Querdurchfahrt unter einem Satteldach mit Reetdeckung | 35768459 | BW   |
| Varnhorn 23 52° 51′ 46″ N, 8° 19′ 28″ O | Stall                    | Vor 1850 errichteter Fachwerkstall unter einem Walmdach mit Reetdeckung                                                                          | 35768484 | BW   |
| Varnhorn 23 52° 51′ 47″ N, 8° 19′ 27″ O | Baumbestand              | Auch im Teil des Heuerhauses befindet sich alter Baumbestand.                                                                                    | 42004977 | BW   |

### Einzeldenkmale
| Lage                                        | Bezeichnung              | Beschreibung | ID       | Bild |
| ------------------------------------------- | ------------------------ | --- | -------- | ---- |
| 52° 52′ 3″ N, 8° 19′ 15″ O                  | Stall                    | Am Waldrand gelegener, 1811 auf einem Findlingssockel errichtete Schafstall unter einem Schopfwalmdach mit Reetdeckung                                       | 35768509 | BW   |
| Hubertusmühle 2 52° 50′ 48″ N, 8° 19′ 20″ O | Wohn-/Wirtschaftsgebäude | Das als Heuerhaus Mitte des 18. Jahrhunderts errichtete Zweiständer-Hallenhaus steht unter einem Walmdach mit Reetdeckung.                                   | 35768256 | BW   |
| Siedenbögen 11 52° 51′ 6″ N, 8° 19′ 21″ O   | Hochkreuz                | Auf dem Gelände des Forellenzuchtbetriebs Holzenkamp 1895 errichtetes Hochkreuz, das 1996 transloziert wurde.                                                | 35768304 | BW   |
| Varnhorn 5 52° 51′ 47″ N, 8° 19′ 34″ O      | Wohn-/Wirtschaftsgebäude | 1820 errichtetes Zweiständer-Hallenhaus unter einem Satteldach                                                                                               | 35768561 | BW   |
| Varnhorn 5 52° 51′ 45″ N, 8° 19′ 34″ O      | Hochkreuz                | Bedachtes hölzernes Kruzifix auf einem Ziegelsockel. | 35768586 | BW   |
| Varnhorn 8 52° 51′ 45″ N, 8° 19′ 39″ O      | Wohn-/Wirtschaftsgebäude | 1848 errichtetes Zweiständer-Hallenhaus unter einem Satteldach mit rechtwinklig angebauten Stall jüngeren Datums.                                            | 35768608 | BW   |
| Varnhorn 12a 52° 51′ 45″ N, 8° 19′ 44″ O    | Scheune                  | Um 1850 errichtete Fachwerkscheune mit Querdurchfahrt unter einem Satteldach.                                                                                | 35768631 | BW   |
| Varnhorn 24 52° 51′ 47″ N, 8° 19′ 24″ O     | Hochkreuz                | Auf dem Hof Batke errichtetes schlichtes Kreuz auf einem Sockel.                                                                                             | 35768586 | BW   |
| Varnhorn 29 52° 51′ 52″ N, 8° 19′ 40″ O     | Wohn-/Wirtschaftsgebäude | 1928 errichtetes Zweiständer-Hallenhaus unter einem Satteldach. Der Wirtschaftsteil ist älter und vermutlich aus einem Gerüst eines Vorgängerbaus errichtet. | 35768675 | BW   |

### Ehemalige Gruppe: Hof Mählmann
Die vormalige Gruppe „Hof Mählmann“ bestand aus dem Wohn-/Wirtschaftsgebäude und dem Stall. Beide wurden 1988 abgebrochen und aus dem Denkmalverzeichnis entfernt. Sie hatte die ID 35652077.

| Lage                                    | Bezeichnung              | Beschreibung                                                                                                   | ID       | Bild |
| --------------------------------------- | ------------------------ | --- | -------- | ---- |
| Varnhorn 29 52° 51′ 52″ N, 8° 19′ 42″ O | Wohn-/Wirtschaftsgebäude | Das als Heuerhaus errichtete Fachwerkgebäude wurde 1988 abgebrochen und aus dem Denkmalverzeichnis gestrichen. | 35768725 | BW   |
| Varnhorn 29 52° 51′ 53″ N, 8° 19′ 42″ O | Stall                    | Fachwerkgebäude. 1988 abgebrochen und aus dem Denkmalverzeichnis gestrichen.                                   | 35768700 | BW   |

### Ehemalige Gruppe: Hubertusmühle
Die Hubertusmühle ist als Wassermühle seit dem 10. Jahrhundert bekannt. 1983 war sie jedoch so abgegangen, dass sie nicht mehr im Denkmalverzeichnis geführt wurde.

| Lage                                        | Bezeichnung | Beschreibung | ID       | Bild |
| ------------------------------------------- | ----------- | --- | -------- | ---- |
| Hubertusmühle 2 52° 50′ 50″ N, 8° 19′ 28″ O | Mühle       | Das 1904 errichtete zweigeschossige Mühlengebäude aus Fachwerk an der Twillbäke ruht auf einem massiven Keller und steht unter einem Satteldach. Das Wasserrad ist defekt. Der Anbau ist jüngeren Datums. 1983 nicht mehr im Denkmalverzeichnis. | 35768281 |      |
| Hubertusmühle 2 52° 50′ 50″ N, 8° 19′ 28″ O | Sägewerk    | Das Sägewerk im Anbau der Wassermühle ist nicht mehr in Betrieb und wird seit 1983 nicht mehr im Denkmalverzeichnis geführt. | 35770112 | BW   |
| Hubertusmühle 2 52° 50′ 50″ N, 8° 19′ 30″ O | Teich       | Der Mühlenteich diente der Mühle. Auch er wird seit 1983 nicht mehr im Denkmalverzeichnis geführt. | 35769382 |      |

## Wöstendöllen

### Einzeldenkmal
| Lage                                        | Bezeichnung              | Beschreibung                                                                                    | ID       | Bild |
| ------------------------------------------- | ------------------------ | ----------------------------------------------------------------------------------------------- | -------- | ---- |
| Wöstendöllen 46 52° 48′ 53″ N, 8° 20′ 42″ O | Wohn-/Wirtschaftsgebäude | 1803 errichtetes Zweiständer-Hallenhaus unter einem Satteldach. Die Giebel kragen dreifach vor. | 35769050 | BW   |

### Ehemalige Baudenkmale
| Lage                                        | Bezeichnung | Beschreibung                                                                                       | ID       | Bild |
| ------------------------------------------- | ----------- | -------------------------------------------------------------------------------------------------- | -------- | ---- |
| Gemeindeweg XVI 52° 49′ 14″ N, 8° 21′ 18″ O | Pflaster    | Aus Natursteinpflaster angelegter Gemeindeweg. Seit 1988 nicht mehr im Denkmalverzeichnis geführt. | 35769029 | BW   |